# American Ninja V
American Ninja V é um filme estadunidense de 1992, do gênero aventura, dirigido por Bobby Gener Leonard.

## Sinopse
Joe e o filho de um antigo guerreiro partem para a América Latina para tentar resgatar um professor e sua filha, que foram seqüestrados por terroristas.

## Elenco
- David Bradley - Joe
- Pat Morita - Master Tetsu